# Żyłtusza
Żyłtusza (bułg. Жълтуша) – wieś w Bułgarii, w obwodzie Kyrdżali, w gminie Ardino. Według danych szacunkowych Ujednoliconego Systemu Ewidencji Ludności oraz Usług Administracyjnych dla Ludności, 15 czerwca 2020 roku miejscowość liczyła 777 mieszkańców.

## Historia
Wieś znalazła się na terytorium Bułgarii w 1912 roku pod turecką nazwą Sary kys. Nazwa Została przemianowana na Żyłtusza rozporządzeniem ministerialnym nr 2820, ogłoszonym 14 sierpnia 1934 r.